# 日専連パートナーズ
株式会社日専連パートナーズ（にっせんれんパートナーズ、Nissenren Partners Co.,Ltd）は、岩手県盛岡市に本社を置く、協同組合連合会日本専門店会連盟系の信販会社である。岩手県内のうち、盛岡市・一関市・釜石市の各地において「日専連カード」の発行等を行っている。
元々は盛岡市内にて展開してきたが、近年では日専連一関及び日専連釜石よりカード事業を譲り受けるなど、エリアを拡大し続けている。

## 沿革[1]
- 1980年（昭和55年）8月 - 株式会社盛専（もりせん）として設立。
- 2007年（平成19年） - 協同組合日専連盛岡よりカード事業および商品券事業等を譲り受け、現在の社名に商号変更。
- 2008年（平成20年）- カード事業および商品券事業等を協同組合日専連一関および協同組合日専連釜石より譲受し、一関支店および釜石営業所開設 。
- 2009年（平成21年）- カード事業および商品券事業等を協同組合日専連北上より譲受し、北上エリアにおける営業活動開始。
- 2010年（平成22年）- 釜石営業所の業務を本社に統合。
- 2011年（平成23年）- 一関支店の業務を本社に統合。
- 2013年（平成25年）- カード事業および商品券事業等を株式会社日専連宮古より譲受。
- 2023年（令和5年）- JCBコンタクトレスカードの発行を開始[2]。
- 2024年（令和6年）- WEB請求明細サービス開始[3]。

## キャラクター
- コッコロ